# Counterfeit e.p.
Counterfeit e.p. — дебютный сольный мини-альбом Мартина Гора — участника группы Depeche Mode и автора большинства её песен. Вышел 12 июня 1989 года на лейбле Mute.

## Об альбоме
«Я думаю, что кавер-версии идеально подходят для такого случая. Когда ты в такой ситуации, как Фил Коллинз с Genesis и сольной карьерой, ты вынужден делить песни. И конечно, тогда я бы хотел использовать лучшие песни на моей сольной записи, а группа хотела бы иметь лучшие в своём распоряжении, так что могли бы возникнуть конфликты. Но я был готов поступиться своими интересами ради группы»
Альбом содержит шесть кавер-версий. Его название («counterfeit» в переводе с английского означает «подделка») подчёркивает то, что находящиеся в альбоме песни написаны не самим Мартином Гором. Сопродюсером выступил участник группы Torch Song Рико Коннинг, который ранее работал над ремиксами песен «Black Celebration» и «A Question of Time» и чью роль в записи пластинки Джонатан Миллер описывает скорее как работу звукорежиссёра.
Counterfeit e.p. был записан в то время, когда Depeche Mode взяли перерыв после выпуска альбома Music for the Masses и проведения концертного тура в его поддержку. В этот же период другой участник группы, Алан Уайлдер, выпустил второй альбом своего сольного проекта Recoil — Hydrology.
Несмотря на то, что данный релиз является мини-альбомом (e.p., это отражено и в названии), ему был присвоен альбомный каталожный номер — STUMM 67.
Во Франции и Германии песня «In a Manner of Speaking» издавалась в качестве промосингла.
Рецензенты Record Mirror и Spin отметили похожесть записи на работы Depeche Mode, что, впрочем, по их мнению дало неплохой результат. Уильям Купер (AllMusic) же посчитал, что аранжировки Гора сделали Counterfeit похожим на альбом демозаписей, который, однако, до́лжно иметь каждому фанату Depeche Mode.

## Список композиций
| №  | Название                               | Автор(ы)                  | Оригинал           | Длительность |
| -- | -------------------------------------- | ------------------------- | ------------------ | ------------ |
| 1. | «Compulsion»                           | Джо Кроу                  | Джо Кроу           | 5:26         |
| 2. | «In a Manner of Speaking»              | Уинстон Тонг              | Tuxedomoon         | 4:19         |
| 3. | «Smile in the Crowd»                   | Вини Рейли                | The Durutti Column | 5:02         |
| 4. | «Gone»                                 | Феллоус/Глейшер/Пик/Бэкон | The Comsat Angels  | 3:28         |
| 5. | «Never Turn Your Back on Mother Earth» | Рон Маэл                  | Sparks             | 3:02         |
| 6. | «Motherless Child»                     | народная                  |                    | 2:48         |

## Чарты
| Чарт                 | Позиция |
| -------------------- | ------- |
| UK Albums Chart      | 51      |
| Media Control Charts | 41      |
| Billboard 200        | 156     |